# George Anania
George Anania, né le 14 juillet 1941 à Măgurele (Județ d'Ilfov) et mort le 5 avril 2013 dans la même ville, est un écrivain de science-fiction et un traducteur roumain.